# Тунгуска експлозија
Тунгуска експлозија се десила 30. јуна (17. јуна по јул. кал.) 1908. године у јутарњим сатима изнад шумског подручја у удаљеном делу источног Сибира, у близини реке Подкамена Тунгуска и изазвала је потпуну пустош у околини експлозије. Иако се десила у веома слабо насељеном подручју, неколико очевидаца је описало појаву велике ватрене кугле на небу сјајне као Сунце. Сама експлозија се чула до 1.000 km од епицентра, а сеизмички таласи су двапут описали Земљину куглу и били су регистровани сеизмографима широм планете. Шумски покривач је горео два дана. Шума је у централних 1000 km² испод експлозије просто спаљена, а чак и до 50 km од епицентра дрвеће је било оборено ударним таласом. Прашина настала овим догађајем је прекрила околину и била атмосферским струјањима разнета око целог света и изазивала је упечатљиве заласке Сунца широм планете.
Требало је да прође 20 година да прва научна експедиција дође у предео експлозије. Експедицију је водио Леонид Кулик. Није био пронађен никакав ударни кратер, нити делови метеорита; потоње експедиције су ипак успеле да извуку ситне честице из остатака оборених стабала и налази су показали да састав одговара саставу камених метеорита. Највероватније је експлозију изазвао камени метеорит пречника око 50 m, који се распао и сагорео на висини од око 8 km изнад површине.
Енергија експлозије се процењује да је била 10-15 мегатона ТНТ, што је око хиљаду пута више од експлозије бомбе бачене на Хирошиму. Експлозија такве размере може да уништи чак и мегалополис. Овакве могућности покрећу тему о Свемирској стражи и другим начинима одбране од оваквих догађаја.

## Ток догађаја
Већина очевидаца сведочи о једној експлозији, али неки и о више њих, која се догодила 30. јуна 1908. у Сибиру. Пригодом експлозије стабла су у кругу од 30 километара уништена и спаљена, те свинута, а прозори и врата у 65 км удаљеном месту Ванавара су попуцали. Процењује се да је догађај обухватио подручје површине од 2.000 km2 и уништио 60 милиона стабала. Чак су и путници Транссибирске пруге, удаљене око 600 км, сведочили о потресима и светлима на небу. Један ловац је преминуо од снажног притиска од експлозије, а могуће је да је погинуло и више људи.
Тек се 19 година касније, 1927, једна експедиција упутила на то подручје како би истражила што се догодило. Професор Леонид Алексејвич Кулик је водио експедицију те је 1938. направио и слике регије. Још је 1921. наговорио Совјетску владу да му финансира истраживања. Није зачудо нашао кратер, него само уништено и спаљено дрвеће. Експедиција Генадија Плеканова није детектовала никакво зрачење.
Око 7:17 ујутро по месном времену, домородачко становништво и руски досељеници у брдима северозападно од Бајкалског језера проматрали су сноп јаког светла, готово јаког попут Сунца, како се креће по небу. Десетак минута касније, догодио се бљесак и чуо звук сличан топничкој паљби. Очевици ближе експлозији изнели су исказ да се звук кретао од истока према северу. Звук су пратили таласи шока који су одгурнули људе на под и разбили стакла прозора. Неки очевици су само пријавили звукове експлозије, а не и да су видели саму експлозију. Неки искази очевидаца се разликују.
Експлозију су регистровале сеизмолошке станице широм Евроазије. У неким местима подрхтавање тла је било једнако снажно као потрес јачине 5.0 на Рихтеровој лествици. Такође се као нуспојава појавила флуктуација у атмосферском притиску која је била довољно јака да се уочила у Великој Британији. Током следећих дана, ноћно небо у Азији и Европи је било тако осветљено да су људи у Лондону могли читати новине по том светлу; по неким теоријама, то је због светла које је прошло кроз честице леда на високој надморској висини те створило изнимно хладне температуре, слично као код уласка свемирског брода у Земљину атмосферу. У САД, Смитсоновска астрофизичка опсерваторија и Маунт Вилсон опсерваторија су уочили смањење у атмосферској транспарентности која је трајало неколико месеци због прашине.

## Теорије
Узрок експлозије до данас није разјашњен. Претпоставља се да је метеор експлодирао 5 километара изнад тла те да због тога није проузроковао кратер. До данас нису пронађени комадићи импактора. Због бурног раздобља за Русију у то време, као што је Први светски рат и Руски грађански рат, прву експедицију спровео је Леонид Кулик тек у 1920.-има. Експедиције у 1950-има и 1960-има су откриле јаку присутност елемената никла и иридијума на том подручју, који су иначе присутни у метеорима, али могуће је да су и вулканског порекла. Вероватноћа да се ради о метеору је поприлично велика.
Године 1930, британски је астроном Ф. Џ. В. Випл изнео теорију по којој је узрок експлозије била мала комета. Да је садржала само лед и прах, потпуно би изгорио приликом уласка у атмосферу те не би оставила никаквог трага након експлозије, што би се уклопило у догађаје. То још појачава и светлеће небо које се  видело данима након експлозије изнад Европе. Словачки астроном Лубор Кресак је чак предложио да би се могло радити и о комадићу комете Енке. Међутим, Зденак Секанина је објавио чланак у којем је критиковао ту теорију, јер би се таква врста комете дезинтегрисала, па да је вероватније да се ради о метеору.
Постоје и неки необјашњиви феномени. Руски геолог Владимир Епифанов је изнио теорију по којој се метан излазио из тла и експлодирао, што се догодило и у Канду у Шпањији. Друге теорије, које су више спекулативне и хипотетске природе, говоре о антиматерији која је пала из свемира, деутеријуму из комета који је у додиру са атмосфером проузроковао природну хидрогенску експлозију, малу црну рупу па чак и до тога да је НЛО пао на земљу или да су ванземаљци спасили земљу уништивши метеор који је могао проузрочити велику штету..
Због свега тога је догађај постао врло популаран, те је био спомињан у разним серијама и филмовима.

## Догађај у популарној култури
- У серији Звездане стазе: Оригинална серија, у епизоди „That Which Survives”, Сулу спомиње Тунгуска експлозију као могућ узрок потреса којег је доживела његова екипа наког слетања.
- У серији Досије икс, у епизодама „Тунгуска” и „Терма”, спомиње се да је Тунгуска експлозија био пад метеора. Фокс Молдер путује са Алексом Крајцеком до локације удара, где откривају тајну војну инсталацију.
- У филму Истеривачи духова, др Реј Станц (Ден Акројд) спомене при крају догађај: „Учествовали сте у највећем међудимензионалном расцепу од Тунгуске експлозије 1909!” - што је криво за годину дана.
- У филму Први свемирски брод до Венере из 1960. године, заснованом на роману којег је написао Станислав Лем, експедиција открива магнетску машину код Тунгуске, чије је порекло с Венере.
- Научно-популарна емисија На рубу науке у епизоди „Велика Сибирска експлозија” покрила је овај догађај.